# Vilhelmas Čepinskis
Vilhelmas Čepinskis (* 19. März 1977 in Kaunas) ist ein litauischer Geiger.

## Leben
1984 debütierte Vilhelmas Čepinskis in der Philharmonie Kaunas. 1987 spielte er mit dem Litauischen Nationalen Symphonieorchester. Von 1984 bis 1994 lernte er  an der Juozas-Naujalis-Kunstschule. 1994 vertrat er Litauen beim Eurovision Young Musicians. 
Von 1994 bis 1997 studierte er an der Juilliard School in New York City bei Dorothy De Lay, von 1997 bis 1999 an der Lietuvos muzikos akademija bei seinem Vater. 2004 gründete er das Kammerorchester in Klaipėda (ab 2005  „Camerata Klaipėda“).

## Familie
Seine Mutter ist Opernsängerin im Musiktheater Kaunas. Sein Vater ist Geiger und Dirigent Stanislovas Čepinskis. 
2002 heiratete er die  Indrė Andruškevičiūtė, Čepinskis' Mitschülerin in der Naujalis-Schule und Geigerin des Sinfonieorchesters Kaunas. Sie haben den Sohn Herbertas (* 2006). 2013, zwei Monate nach der Scheidung mit Indrė, heiratete er seine ehemalige Studentin Geigerin Viktorija Kukauskaitė, Mitglied der Band „Electric Ladies“.

## Auszeichnungen
- 1991: Medaille der Maria Pia Fanfani-Stiftung
- 2003: Orden für Verdienste um Litauen, Riterio kryžius